# Социологија породице
Социологија породице је подобласт предмета социологије, у којој истраживачи и академици проучавају породичну структуру као друштвену институцију и јединицу социјализације из различитих социолошких перспектива. Може се посматрати као пример шаблонизованих друштвених односа и групне динамике.

## Главне области фокуса
| Стубови               | Фокусне области | Примери |
| --------------------- | --- | --- |
| Демографија           | Величина породице, старост, етничка припадност, различитост, пол                                                     | - Просечна старост брака је све већа. - Традиционално: мушкарац као хранилац и жена као домаћица - Повећање стопе развода                                                     |
| Домен / Сфера         | Које аспекте породичног живота породица, влада или група сматра важним                                               | - Ставови о браку и сексуалности - Државне политике које се тичу породичне структуре и бенефиција                                                                             |
| Промена и интеракција | Интеракције чланова породице међу собом, другим организацијама, утицај мера политике                                 | - Повећање родно флуидних улога у породичном домаћинству. - Бејби бумер генерација - Утицај живота у вишегенерацијском домаћинству. - Везе на даљину – радници у иностранству |
| Идеологија            | Породична веровања и психолошки ефекти                                                                               | - Како избори родитеља утичу на њихову децу. - Ефекти истополних парова и бракова на децу. - Мушка или женска неплодност                                                      |
| Друштвена класа       | Економски показатељи и капитал, мобилност, занимања, приходи домаћинства, највиши степен образовања чланова породице | - Мобилност имигрантских породица у Сједињеним Државама - Низак наталитет међу високообразованим женама у Јапану                                                              |

## Појам породице
Реч ''породица'' данас се односи на различите појмове. У најширем смислу то је рађање појединца који наслеђују један другог (лоза, род, династија). У ужем смислу то су родбински повезане особе које живе под истим кровом.
У најужем смислу то су отац, мајка и деца. Породица је специфична друштвена група која се историјски мењала и развијала, у којој се преплићу друштвено-економски, биолошки и психички чиниоци. Биолошки карактер породице је један од основних обележја. Оно обухвата две врсте међусобно повезаних, али и различитих односа у којима се прожимају биолошки, психолошки и друштвени елементи: Задовољавање полних нагона и емотивних потреба људи, рађање и подизање деце. Све ово се може одвијати и изван породице, али се највећим делом одвијају у породици.

### Облици сродства
- - Крвно сродствоприродно сродство које се заснива рађањем);
  - Тазбинско сродство (остварује се женидбом или удајом);
  - Адоптивно сродствоНастаје усвајањем);
  - Духовно сродство(кумство, побратимство).

### Генерација
Генерација се не односи само на претке и потомке већ и на старије и млађе. Односи између оца и сина су генерацијски односи. Са развојем друштва, генерација је углавном добијала друштвена обележја и разврставала се према старости, економској активности и биолошкој репродукцији. Старија генерација је економски неактивна као и биолошки непродуктивна, средња генерација је економски активна и једина способна за обезбеђење потомства, а млади су економски неактивни као и биолошки непродуктивни. У данашњим породицама често живе и по три генерације, па се због брзих промена у друштву догађа да наступе кризе у таквим породицама тј. сукоби генерација, из различитог тумачења и схватања света.

## Настанак и развој социологије породице
Размишљања о породици, још од свог искона врло су заступљена: oд непримећивања, потцењивања и запостављања па до величања њене улоге, утицајности и значаја. Филозофи и песници у античком добу гледају на породицу, оно што се у том добу назива EIKOS, са презрењем као на подручје у коме се задовољавају животињски пориви и страсти.
Ели Заретски (енгл. Eli Zaretsky) долази до битне опсервације: „У преткапитализму породица је повезивана са природним процесима једења, спавања, полног живота и телесне снаге, са страховима рађања, болести, смрти и истовремено са немилосрдном нужношћу тешког рада.“ Преокрет у односу према породици као уопште према схватању људског света доноси и ренесанса. У рано-ренесансним италијанским градовима, породица постаје вољена, цењена, тражена и жељена заједница у којој појединац може да осети и господаром своје судбине тј. градитељем властитог живота. Епоха модерне јесте родно тло из кога израста модерна пракса и појам породице. Упоредо са настанком модерне породице, јављају се и први покушаји њеног научног проучавања и то пре свега у зачецима социолошког присуства. Као приликом остварења сваке нове идеје, пут је тежак и дуготрајан те тако социологија породице као научна дисциплина пролази кроз неколико фаза формирања и постојања до данашњег момента.

## Социолошко изучавање породице
У друштвеној мисли, на почетку модерне ере, породица је заузимала споредно место и углавном се проучавала у оквиру учења о држави. Од античких времена па до краја 17. века једини поузданији извори за емпиријско проучавање породичног живота у прошлости су црквене књиге рођених, венчаних и умрлих, као и временски регуларни и селекционарни пописи становништва који су обухватали само одређене категорије становника. Главно место размишљања о породици, па самим тим и извор за њено проучавање у прошлости представљају филозофија и филозофски списи. У духу наследне традиционалне мисли, Хегел породицу смешта у оквире проучавања државе. Породицом ће се позабавити и дуги друштвени мислиоци као што је оснивач позитивне филозофије Огист Конт, који даје значајну улогу породици у заснивању новог позитивног стања друштва, док ће се противници његове мисли, конзервативни идеолози рестаурације, Де Местр и Де Бонал, потрудити да развију становиште које грађанској породици супротставља духовне врлине и друштвени значај предграђанског друштва.

## Оснивачи социологије породице

### Фредерик Ле Плеј
Његово име везује се за увођење систематских емпиријских истраживања у друштвене науке и пионирско достигнуће у области квантификације емпиријске грађе која се управо тицала проучавањем породица. У серији емпиријски монографских студија породица из разних делова Европе, он је приметио јединствену властиту методу квантификације података. Прва студија објављена је 1855. године под називом „Радници Европе“, да би потом у периоду од 1877. до 1879. изашло проширено издање у којима су објављене све његове монографске студије појединачних породица. Смисао овох подухвата био је компаративни опис и анализа углавном радничких породица онога доба, које потичу из различитих географских, економских и социо-културних средина. Ла Плеј је брижљиво и педантно сакупљао у свакој породици податке о свим врстама њихових прихода и њиховој величини и свим врстама породичних расхода до најмањих ситница. Ле Плеј је веома врзо по објављивању своје главне студије постао познат широм Европе. Његова метода истраживања добиће заговорнике у бројним европским земљама и биће прихваћена од стране државних статистичких служби које управо тих година почињу интензивно да се формирају, а за основну тему имају проучавање животног стандарда радничке класе.

### Вилхелм Хајнрих Рил
Исте године када и Ле Плеј, Рил ће објавити у Немачкој своју веома популарну студију која ће забележити чак 17 издања до 1935. године. Студија има неатрактиван наслов „Породица“. Поред временске подударности, невероватна је подударност у циљевима и идејама ове двојице пионира. И код Рила у први план долази потреба за стабилизацијом немачког друштва, при чему се породица види као моћна снага која је у стању да врати равнотежу у посрнуло немачко друштво после 1848. године. Као и у случају свог савременика, Рил предлаже социјално-политичке реформе које треба да ојачају и поврате стару патријахалну сељачку породицу, која је темељ друштва и културе. За разлику од Ле Плеја, Рилово емпиријско посматрање заснивало се на квалитативном методу-употреби посматрања у теренском раду и коришћење свих других врста информација које истраживачу стоје на располагању.

### Емил Диркем
Диркему припада част оснивача социологије породице као универзитетске научне и наставне дисциплине. Он је први 1888. започео универзитетски курс из ове дисциплине на Универзитету у Бордоуза студенте педагогије. Диркем конструише појам „коњугалне породице“ (брачне породице) као својство модерног друштва за коју је карактеристично стабилизација око брачне диљаде као ''централне породичне осе''. Он тврди да су породични обичаји и породичне норме искључиви ослонац за изучавање породице. Његова теорија породице позната под називом „теорија контракције“ објашњава историјске промене породичних облика до настанка модерне брачне породице. Теорија почива на моделу једнолинеарне еволуционе шеме, коју Диркем иначе критикује.

## Социологија међурасне интимности
Изградња расе у западном друштву и, донекле, глобално, довела је до јасног погледа на међурасну интимност. Иако су међурасни односи и бракови постали далеко популарнији и друштвено прихватљивији у Сједињеним Државама и западној Европи од ере грађанских права, ове заједнице и даље се посматрају са мање него потпуним прихватањем од стране значајног дела становништва. Историјски гледано, Америчке фамилије према Стефани Кунц третирају потешкоће кроз које су ови парови прошли током времена пре случаја Лавинг против Вирџиније, када су забране међурасних бракова проглашене неуставним. Ове забране су функционисале да би се применило [one-drop rule[|правило једне капи]] и ојачао идентитет и привилегије. На међународном плану, крајња десница наставља да промовише идеје расне чистоће радећи против нормализације међурасних парова и породица.